# A Murder of Crows
A Murder of Crows és una pel·lícula estatunidenca dirigida per Rowdy Herrington, estrenada el 1999.

## Argument
Lawson Russell és un advocat expulsat de l'abogacia per un error. Es retira a una illa i troba un nou treball: acompanyar turistes a la pesca a l'altura de Florida. Coneix així un vell, Marlowe, que li confia un manuscrit, A Murder of Crows, del qual seria l'autor. A la mort d'aquest últim, Russell publica l'obra sota el seu propi nom i coneix un èxit immediat. Fins que un detectiu descobreixi que els crims evocats a la novel·la són ben reals. Russell és llavors el sospitós número u d'una sèrie de crims no resolts.

## Repartiment
- Cuba Gooding Jr.: Lawson Russell
- Tom Berenger: Clifford Dubose
- Marianne Jean-Baptiste: Elizabeth Pope
- Eric Stoltz: Thurman Parks III
- Mark Pellegrino: Prof. Arthur Corvus
- Ashley Laurence:Janine DeVrie
- Carmen Argenziano: Jutge Wiley Banning
- Doug Wert: Billy Ray Richardson
- Nate Adams
- Jeremiah Black
- Derek Broes
- Adrian Colon